# BRP Davao del Sur (LD-602)
Le BRP Davao del Sur (LD-602), est le second navire de la classe Tarlac de Landing Platform Dock issue de la classe Makassar indonésienne qui équipe la marine philippine à deux exemplaires.

## Histoire

### Conception
Le BRP Davao del Sur est construit par le chantier naval indonésien PAL Indonesia de Surabaya qui a déjà réalisé deux unités pour la marine indonésienne les KRI Banjarmasin (2009) et KRI Banda Aceh (2011). Il entre en service fin mai 2017, la première unité nommée BRP Tarlac (LD-601) a été livrée en mai 2016.
Cette classe Tarlac de Landing Platform Dock à bas cout est dérivée du constructeur naval coréen Daewoo Shipbuilding & Marine Engineering qui a déjà réalisé les deux autres unités indonésiennes KRA Makassar et KRI Surabaya en 2007.
Ce bâtiment ayant une autonomie de plus d'un mois peut transporter:
- jusqu'à 500 hommes de troupes et officiers,
- jusqu'à 4 000 tonnes d'équipements,
- deux LCU ou LCM,
- deux RIB ou LCVP

Il possède un hangar pouvant contenir deux hélicoptères navals moyens tels que le Agusta A.109 et le Sikorsky UH-60 Black Hawk.

### Déploiements
Le BRP Davao del Sur connait son baptême du feu en juin 2017 durant la bataille de Marawi en transportant troupes et matériels. Stationné au port de Cotabato, il servira aussi d’hôpital auxiliaire aux soldats engagés dans les opérations terrestres.
En mai 2018, le BRP Davao del Sur a participé à l’exercice Balikatan avec les forces américaines avec le BRP Ramon Alcaraz (FF-16) (en).
Il participe aux exercices amphibies Balikatan en 2018 et Kamandang en 2019. Durant ce dernier il mettra en œuvre pour la première fois les blindés amphibies du corps des marines philippins récemment livrés.
Il représente les Philippines durant le Jour de la Marine Russe à Vladivostok en juillet 2019, et fera escale en Corée du Sud sur son chemin de retour afin d’assister aux cérémonies de transfert du BRP Conrado Yap (PS-39), une ancienne corvette de classe Pohang donnée aux Philippines.
En janvier 2020, le navire connait son premier déploiement au Proche Orient sur fond de tensions américano-iraniennes. Il est envoyé à Oman, escorté de la frégate BRP Ramon Alcaraz (PS-16) afin de procéder à une éventuelle évacuation des ressortissants philippins de la région. Ils entament leur voyage de retour en avril 2020 et font escale à Cochin, en Inde, afin de récupérer du matériel médical destiné à la lutte contre le COVID-19. Le BRP Davao del Sur doit cependant retarder son voyage de retour jusqu’à Manille, un incendie s'étant déclaré dans la salle des machines du BRP Ramon Alcaraz peu après son départ de Cochin. De retour aux Philippines il participe au transport de matériel médical au sein de l’archipel.

## Note et référence
1. ↑  (en) Kristine Angeli Sabillo, « Navy ship deployed near Marawi to help quell rebellion », sur newsinfo.inquirer.net (consulté le 26 mai 2020)
2. ↑  « Balikatan exercises start amid worries on China’s military buildup in South China Sea | Inquirer News », sur web.archive.org, 14 mai 2018 (consulté le 9 mars 2024)
3. ↑  (en) Share et Twitter, « BRP Davao Del Sur now in SoKor to escort BRP Conrado Yap », sur www.pna.gov.ph (consulté le 11 mai 2020)
4. ↑  (en) Share et Twitter, « BRP Davao Del Sur heads home after fire hits companion vessel », sur www.pna.gov.ph (consulté le 11 mai 2020)
5. ↑  (en) Share et Twitter, « Navy delivers 24 tons of PPE sets to Iloilo, Bacolod », sur www.pna.gov.ph (consulté le 5 octobre 2020)